# Caroline Dugas
 (mars 2025).
Motif : Aucune source secondaire d'envergure nationale
- Archive Wikiwix
- Bing
- Cairn
- DuckDuckGo
- E. Universalis
- Gallica
- Google
- G. Books
- G. News
- G. Scholar
- Persée
- Qwant
- (zh) Baidu
- (ru) Yandex
- (wd) trouver des œuvres sur Wikidata

| 1. | Préciser le motif de la pose du bandeau. | Précisez le motif de la pose du bandeau en utilisant la syntaxe suivante : {{admissibilité à vérifier\|date=mai 2025\|motif=remplacez ce texte par le motif}}                       |
| 2. | Informer les utilisateurs concernés.     | Pensez à avertir le créateur de l'article, par exemple, en insérant le code ci-dessous sur sa page de discussion : {{subst:avertissement admissibilité à vérifier\|Caroline Dugas}} |

Caroline Dugas, née le 22 juillet 1987, est une auteure et poète québécoise domiciliée en Montérégie. Son premier livre Léa devient grande soeur, a été publié en 2022. Elle poursuit sa carrière littéraire en explorant différents genres, notamment la fantasy, avec son premier roman jeunesse, Secrets du jardin enchanté et la poésie avec sa première œuvre destinée aux adultes. Elle est également chroniqueuse littéraire, se concentrant principalement sur la littérature jeunesse.

## Couverture médiatique
Les œuvres de Caroline Dugas ont été mises en avant dans des journaux et magazines. Le journal Le courrier du sud  mettait Léa devient grande sœur (2022) en valeur lors de sa publication tandis que le magazine L'Entracte de la SPEC du Haut-Richelieu ainsi que le journal Le Canada français ont présenté l'auteure ainsi que son recueil de poésie Kaléidoscoper le monde (2025),.

## Publications

### Albums jeunesse
- Léa devient grande soeur, Éditions Lo-Ély, 2022[2]
- Petite-Fusée et son papillon-intérieur, Éditions de l'Apothéose, 2024[8]

### Roman jeunesse
- Secrets du jardin enchanté, Éditions de l'Apothéose, 2024[8]

### Recueil de poésie
- Kaléidoscoper le monde, Éditions de l'Apothéose, 2025[8]

### Autres contributions
- Article d'opinion : Imaginer un monde où la poésie serait libre et vivante , La Presse, 21 mars 2025[9]